# Linda (Mechelroda)
Linda ist ein Ortsteil von Mechelroda im Landkreis Weimarer Land in Thüringen.

## Geografie
Linda liegt südlich der Bundesautobahn 4 auf einer nach Norden geneigten etwas kargen Hochebene der Saale-Ilm-Kalksteinplatte etwa bei 350 Meter über NN. Die verkehrsmäßige Anbindung an die Ferne ist mit der nahen Anschlussstelle Magdala gegeben.

## Geschichte
Linda wird erstmals 1338 urkundlich erwähnt. Bei dieser Erwähnung wurde auch das Adelsgeschlecht Linde genannt. Daher stammt wohl auch der Name des Ortes. 1450 wurde die Siedlung aufgegeben. Im 16. Jahrhundert errichtete die Herrschaft aus Blankenhain ein Schäfereigut. 1850 ist Linda nach Mechelroda eingemeindet worden. Die Bauern beider Orte mussten lange Frondienste leisten. 1815 wurde das
191 Hektar große Gut Kammergut. 1906 wurde das Gut an Bauern verkauft und zu Zeiten der DDR verstaatlicht.